# Presbitero

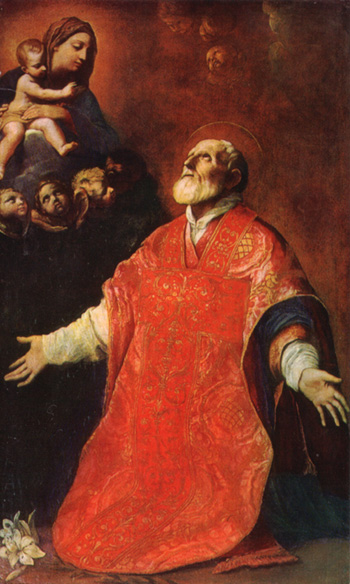
San Filippo Neri, presbitero cattolico

Nella Chiesa cattolica e in quella ortodossa, il presbitero (dal greco antico: πρεσβύτερoς?, presbýteros, "più anziano"; dalla stessa parola greca, attraverso il latino presbyter, deriva anche il termine italiano prete) è quello tra i ministri del culto che ha ricevuto, in una specifica ordinazione, il mandato di presiedere il culto, guidare la comunità cristiana e annunciare la parola di Dio. Un termine usato in modo equivalente, ma più generico, è sacerdote.
Nella gerarchia cattolica il presbiterato è il secondo grado del sacramento dell'Ordine (che si articola, appunto, nei tre gradi del diaconato, del presbiterato e dell'episcopato).

## Chiese primitive
In alcuni testi del Nuovo Testamento si usa il termine "anziani" (presbýteroi) per riferirsi ai membri di una sorta di consiglio che, sul modello delle comunità ebraiche della diaspora, amministrava una singola chiesa locale. Il sostantivo presbýteros, tuttavia, non compare mai con questo significato nei vangeli canonici, né nelle lettere sicuramente autentiche del corpus paolino.
Si parla invece di "anziani" negli Atti degli Apostoli, dove compaiono dei presbýteroi designati alla guida delle Chiese locali (At 14,23; 20,17; 21,18). Interessante è il caso della Chiesa di Gerusalemme, per la quale si parla sempre di una presidenza esercitata dagli "apostoli e anziani" (15,2.4.6.22.23; 16,4).
La lettera a Tito (1,5-9) parla dell'organizzazione della Chiesa locale, citando "anziani (presbýteroi) e sovrintendenti (epískopoi)". Nel definire le qualità richieste a questi responsabili, viene messa in rilievo la necessità che siano buoni mariti e padri di famiglia (non si fa dunque nessun riferimento a un obbligo di celibato, che fu introdotto per i vescovi - e nelle chiese d'occidente anche per i presbiteri - soltanto dopo alcuni secoli).
Nella prima lettera a Timoteo (3,1-12), là dove viene delineata la struttura della chiesa locale non si parla di "anziani" (presbýteroi), ma soltanto di "sovrintendenti-vescovi (epískopoi) e diaconi". Sono invece citate delle "donne" (gynâikes), richiedendo che esse siano «dignitose, non maldicenti (me diabòlous, 'non divisive'), sobrie, fedeli in ogni cosa»: probabilmente si tratta delle mogli dei "vescovi" e dei "diaconi", oppure di diaconesse che avevano il mandato di esercitare opere di carità e assistenza all'interno della comunità.  Gli "anziani-presbiteri" compaiono invece ai versetti 4,14, dove si parla di un "collegio di anziani" che pratica la cheirotonia per confermare un carisma di profezia, e 5,17, dove si dice che gli anziani "tengono la presidenza" (in greco semplicemente con il participio perfetto proestôtes) e che alcuni di loro "si affaticano nella predicazione e nell'insegnamento".
Sempre nel Nuovo Testamento, l'autore della Prima lettera di Pietro scrive:
(Prima lettera di Pietro 5,1-4)
Il testo esprime dunque la coscienza che il servizio del presbitero sia una funzione assimilabile a quella del pastore, cioè di guida del popolo di Dio. Al tempo stesso il testo ci fa intuire che, alla fine del I secolo o inizio del II, quando veniva scritta l'epistola, il termine non aveva l'odierno significato tecnico cattolico-romano che indica il secondo grado del sacramento dell'Ordine, ma si riferiva in forma più ampia a un ministero di guida della Chiesa: di fatto l'autore dell'epistola scriveva immedesimandosi in Pietro apostolo, che nella visione odierna chiameremmo vescovo o papa, eppure si riferiva a sé stesso come "presbitero come gli altri presbiteri".
Nelle sette lettere di Ignazio di Antiochia († 107) troviamo per la prima volta la comprensione di una tripartizione vescovo-diaconi-presbiteri nella forma che ancora oggi è praticata nella Chiese cattoliche e ortodosse. Nelle chiese cui scriveva Ignazio, quindi, l'episcopato aveva già forma "monarchica": il vescovo era la guida unica della comunità a lui affidata, e i presbiteri erano suoi collaboratori, «attaccati a lui come le corde alla cetra»:
(Lettera alla chiesa di Efeso IV,1)
È interessante il fatto che nei primi tre secoli, quando si parlava di presbiteri, lo si facesse sempre al plurale, e mai al singolare: si trattava sempre di un collegio.

## Tarda antichità

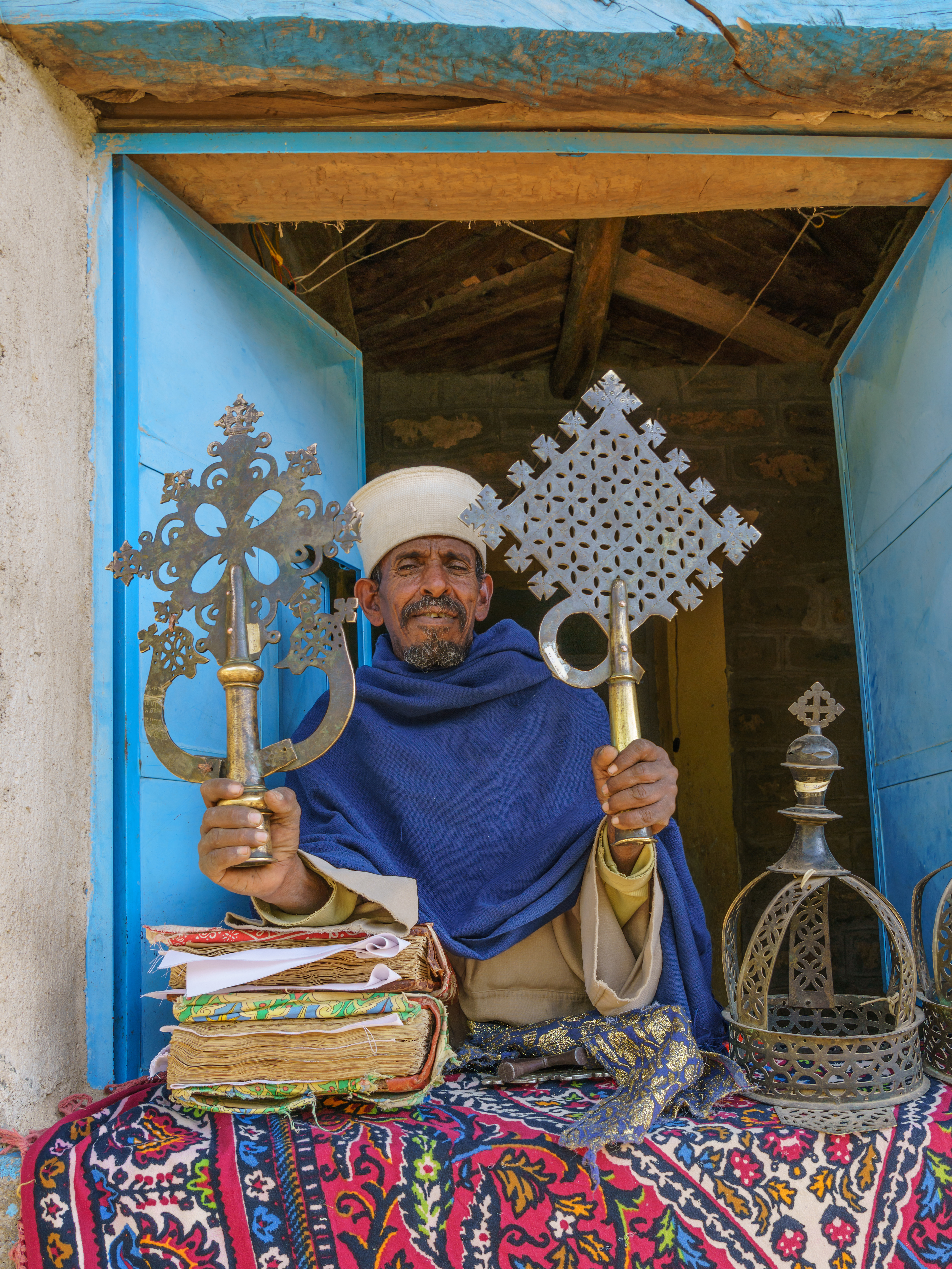
Prete della Chiesa ortodossa etiope

Terminata l'epoca della persecuzione dei cristiani nell'Impero romano, quando non era più in atto uno scontro dei cristiani né con il mondo pagano romano né con l'ebraismo (ormai estremamente marginalizzato dopo le guerre giudaiche), si poté usare correntemente anche la parola "sacerdoti" per indicare dapprima i vescovi (in Ambrogio di Milano "sacerdote" è solo il vescovo), e poi i presbiteri. Fino a quell'epoca, invece, la parola "sacerdote" era stata usata in ambito cristiano principalmente per parlare di Cristo o del popolo dei fedeli nel suo complesso (quello che oggi verrebbe chiamato "sacerdozio comune dei fedeli" o sacerdozio battesimale).
A partire dal III-IV secolo si diffuse nelle chiese la prassi di riscoprire tipi e figure dell'Antico Testamento. Fu solo in quest'epoca, dunque, che si cominciò a vedere nei sacerdoti dell'Antico Testamento una prefigurazione dei ministri cristiani. Una prima testimonianza di questa corrispondenza fra ministeri veterotestamentari e neotestamentari è rintracciabile già nelle preghiere di ordinazione riportate nella Tradizione Apostolica, tradizionalmente attribuita a Ippolito di Roma ma di fatto posteriore: qui si chiede a Dio che l'episcopato sia conferito «in virtù dello Spirito del sommo sacerdozio»,  il presbiterato sia dato «come volgesti lo sguardo sul popolo da te eletto e ordinasti a Mosè di scegliere dei presbiteri che riempisti dello stesso spirito che avevi donato al tuo servo». In questo stesso testo appare già evidente anche il ruolo del diacono, perché questi «viene ordinato non per il sacerdozio, ma al servizio del vescovo con il compito di eseguirne gli ordini [...] né riceve lo spirito comune di cui tutti i presbiteri partecipano».
Dopo l'editto di Milano, la vita religiosa dei cristiani aveva cominciato a perdere il suo primitivo entusiasmo, dal momento che il cristianesimo era sempre più religione istituzionalizzata. Come reazione, molti laici, inseguendo l'ideale di vivere il cristianesimo in maniera totalizzante, cominciarono a vendere i propri beni e a ritirarsi in solitudine: nasceva il monachesimo, inizialmente soprattutto in forma eremitica, poi cenobitica. Questo fenomeno produsse un certo influsso anche sugli altri cristiani che continuavano a vivere nei centri urbani, compresi i presbiteri:
- ad Alessandria d'Egitto il vescovo Atanasio (morto nel 373) cominciò a proporre una forma di vita comune dei preti proprio sul modello dei monaci cenobiti;
- a Costantinopoli Giovanni Crisostomo (morto nel 407) parlava già di presbyteri monastice viventes ("preti che vivono alla maniera dei monaci”);[senza fonte]
- a Ippona il vescovo Agostino abitava con i suoi presbiteri ispirandosi alla apostolica vivendi forma ("il modo di vivere degli apostoli")[N 2];
- anche a Vercelli Eusebio tentò di unire vita clericale e vita monastica.

Tentativi simili a questi, li troviamo anche in Martino di Tours, Paolino di Nola e nella Regola pastorale di papa Gregorio I, che non a caso era stato un monaco, divenuto poi vescovo di Roma.
Nei secoli successivi, con la diffusione del cristianesimo nei centri rurali, si accentuò la funzione liturgica dei presbiteri: da collegio di collaboratori del vescovo, i presbiteri diventavano suoi rappresentanti e sostituti nelle comunità lontane dalla sede episcopale.
Dopo il crollo dell'Impero romano e un primo periodo di smarrimento, la chiesa cristiana in Occidente rinforzò la propria autoconsapevolezza di garante della civiltà terrena, oltre che della predicazione evangelica. Da questa visione globale di "spirituale" e "materiale" sarebbe nato il concetto tipicamente medievale di cristianità, intesa come tentativo di creare una società coercitivamente cristiana.

## Alto Medioevo
Soprattutto nell'Alto Medioevo la Regola pastorale di Gregorio Magno fu in Occidente il principale documento normativo per il clero, esattamente come la Regola benedettina lo era per il monachesimo. L'influsso della Regola pastorale sarebbe continuato lungo tutto il Medioevo: al momento di emettere leggi che riguardavano i preti, la citarono esplicitamente i concili di Magonza (813), Tours (813), Reims (813), Aquisgrana (816).
Carlo Magno fece istituire presso le sedi episcopali e monasteriali delle scuole dove si preparavano i futuri presbiteri, ma anche i laici colti: la schola palatina di Aquisgrana, quelle monastiche di Fulda, Corbie, San Gallo, Tours.

## La riforma gregoriana e il Basso Medioevo
Nonostante i tentativi di riforma dell'epoca carolingia, nei secoli centrali del Medioevo la qualità morale e culturale della vita del clero decadde rapidamente. In questo contesto, alcuni monaci (dapprima cluniacensi, poi cisterciensi e camaldolesi), che giunsero anche a ricoprire posizioni di autorità nella chiesa, tentarono di imporre una riforma del clero che si ispirava sempre di più a modelli monastici (Pier Damiani, papa Gregorio VII).
Non è un caso che proprio in questo periodo il celibato venne imposto ai preti di tutta la cristianità occidentale, comprese quelle "sacche di resistenza" (Milano, Italia meridionale) dove, per diverse ragioni, i preti continuavano a essere scelti anche tra gli uomini sposati.
Il XIII secolo si segnalò per la nascita degli Ordini mendicanti e per l'apogeo della filosofia scolastica. Gli Ordini, in questo periodo, non si dedicarono direttamente alla formazione del clero secolare, ma il loro stile di vita e le loro campagne di predicazione ebbero una ricaduta anche sul clero, che talvolta si scontrò violentemente con i frati per la cura pastorale dei fedeli e la raccolta delle offerte, ma cominciò anche a ispirarsi proprio ai frati in alcuni aspetti del proprio ministero (per esempio si riscoprì la predicazione al popolo sul modello francescano e domenicano, mentre fino ad allora normalmente l'omelia liturgica non era altro che un brano di autori del passato letto in latino durante il culto). D'altronde, molto presto diversi vescovi e papi cominciarono a essere eletti proprio dalle file degli ordini mendicanti, e inevitabilmente nelle loro direttive tendevano a uniformare sempre più la vita del clero sul modello di quella dei frati.

## Nella Chiesa cattolico-romana dalla controriforma in poi

### Controriforma cattolica
Tra le loro accuse contro le pessime condizioni del cristianesimo al loro tempo, Martin Lutero, Giovanni Calvino e gli altri riformatori mettevano in rilievo anche la mancanza di preparazione culturale del clero e il suo basso livello morale. In realtà, diversi tentativi di riforma (la cosiddetta "riforma cattolica prima della Riforma", di cui ha scritto soprattutto lo storico del cristianesimo Hubert Jedin) erano stati posti in atto già prima del XVI secolo (nel Regno di Castiglia, per esempio, il vescovo Francisco Jiménez de Cisneros aveva tentato di porre al centro della vita dei preti l'attenzione pastorale verso i fedeli), ma non erano riusciti a cambiare le condizioni generali in cui versava il clero cattolico.
In effetti, l'accusa dei primi riformatori toccava un nervo scoperto della chiesa cattolico-romana, tanto che con il Concilio di Trento si istituzionalizzò e si uniformò un modello di formazione dei preti: il seminario.
Ancora una volta, tuttavia, veniva scelto per i preti un percorso formativo preso in "prestito" da altri tipi di esperienze religiose: dopo quello dei monaci (nella riforma dell'XI secolo) e quello dei frati (nel basso Medioevo), con la Controriforma si ritenne che il modello migliore per il clero fosse quello delle congregazioni recentemente fondate, in particolare quella dei gesuiti. Il seminario milanese di Carlo Borromeo, per esempio, affidato direttamente ai gesuiti che vi imposero uno stile di vita tutto improntato sulla spiritualità ignaziana, diventò ben presto un modello cui molte altre diocesi si ispirarono.
Il seminario tridentino si caratterizzava per il fatto di essere vicino alla cattedrale (in modo che il vescovo potesse partecipare alla vita dei seminaristi ed esercitare un controllo diretto) e per essere ancora abbastanza aperto alla città (gli alunni potevano essere interni ma anche esterni se abitavano nelle vicinanze, e continuavano a partecipare alla vita religiosa e sociale della città).
L'inserimento e la realizzazione del seminario in ogni diocesi si dimostrò comunque molto difficile: soltanto agli inizi dell'Ottocento troviamo questa istituzione in quasi tutte le diocesi dell'Europa cattolico-romana.

### Riforme illuministiche
Nella logica di uniformazione e di razionalizzazione tipica dello Stato moderno, e in particolare del dispotismo illuminato, vanno collocate le politiche di riorganizzazione ecclesiastica del XVIII secolo (in particolare nell'impero austriaco).
Soprattutto Maria Teresa d'Austria e suo figlio Giuseppe II promossero una serie di riforme volte a sollecitare una più regolare e organica gestione amministrativa degli enti ecclesiastici e in particolare delle parrocchie. In particolare, vennero attivati nuovi ruoli per i parroci: si demandò al parroco, per esempio, la certificazione di indigenza per le persone che avrebbero potuto godere di cure ospedaliere gratuite; la parrocchia, inoltre, diventava il centro unico di raccolta delle elemosine, da ridistribuire - da parte del parroco - una volta alla settimana ai poveri registrati.
In questo modo, la parrocchia divenne una sorta di struttura amministrativa locale, in cui al parroco era riconosciuto un ruolo di vero e proprio funzionario pubblico; un ruolo che continuerà a essere riconosciuto ai preti anche nella prima fase della Rivoluzione francese (fase della Costituente e della Legislativa) e sotto l'Impero napoleonico.

### Secoli XIX e XX

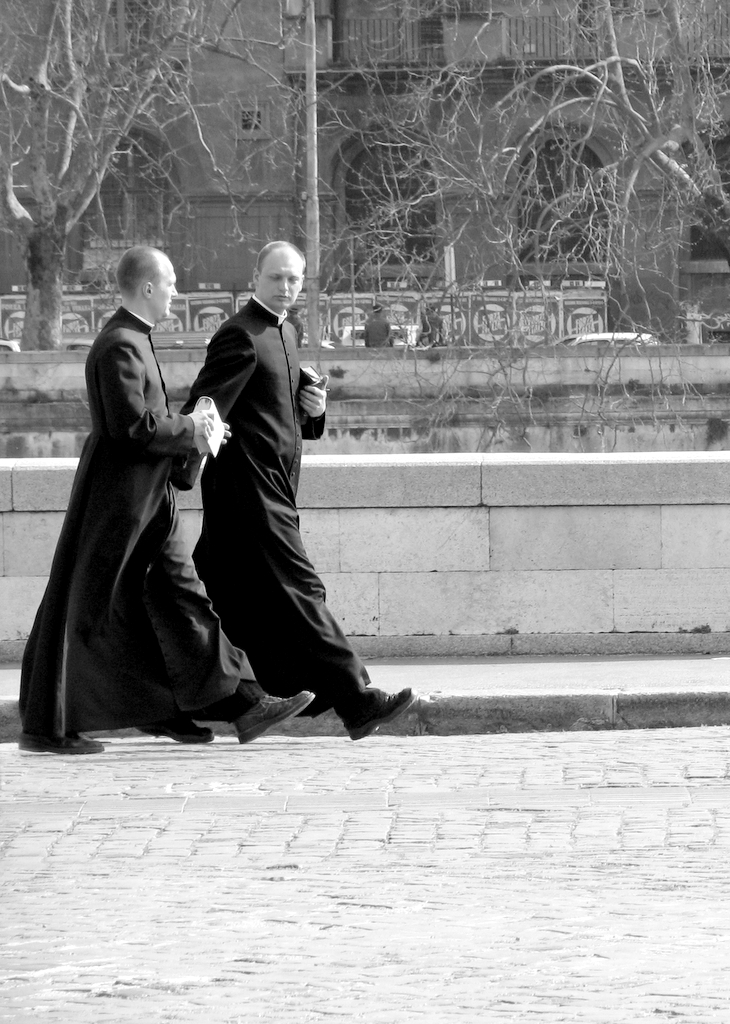
Preti cattolici a Roma

La formazione e la vita concreta del clero furono influenzate dalle vicende storiche, che a partire dalla fine del Settecento cominciarono a marcare una divisione tra religione e vita civile (si spezzava definitivamente l'ideale della cristianità medievale, già messo in forte crisi dalla Riforma e dalle successive guerre di religione). Di fronte alla soppressione della Compagnia di Gesù (1773), alla Rivoluzione francese, ai tentativi napoleonici di regolare e razionalizzare i rapporti tra Stato e Chiesa (arresto di papa Pio VII, stipula dei concordati), alle rivoluzioni liberali con la conseguente caduta dello Stato Pontificio (1870), la chiesa cattolica si arroccò sempre più in un sistema difensivo, per salvare almeno la purezza della fede (si pensi agli atteggiamenti dei papi Pio IX e Pio X).
Anche il seminario, da luogo "aperto" sulla città quale era originariamente, si chiuse bruscamente, appartandosi dalla vita sociale, puntando a divenire un luogo che preservasse i candidati al presbiterato dagli influssi negativi del mondo. Il seminario finiva così per separarsi dalla vita della città, spesso anche geograficamente (nella diocesi di Milano, per esempio, venne costruito un nuovo seminario, non più nei pressi di Porta Venezia, ma immerso nelle campagne di Venegono Inferiore, a 50 chilometri da Milano). In questi ambienti ritirati, gli studenti venivano formati in una solida disciplina che raramente valorizzava l'iniziativa personale, mentre lo studio procedeva secondo i criteri di una teologia neoscolastica che trovava sempre più difficile il dialogo con la cultura contemporanea.
I seminari entrarono ben presto in una fase di staticità, di fronte alla storia che si evolveva sempre più rapidamente. Oltretutto, questi seminari normalmente preparavano i futuri preti a svolgere la loro attività in un contesto culturale ben delineato (normalmente, quello della parrocchia rurale): con l'avanzare dell'industrializzazione, dell'urbanizzazione e della secolarizzazione, la figura del prete diventò spesso testimone di una tradizione passata, magari anche gloriosa e difesa con passione o nostalgia, ma pur sempre marginale, soprattutto nei contesti delle periferie urbane e in generale nei luoghi in cui le lotte operaie si facevano via via più intense. Quando si giunse al concilio Vaticano II, la crisi nei seminari e nel clero era già in atto (il numero di studenti nei seminari era crollato verticalmente già dagli anni cinquanta, decine di migliaia di preti domandavano e ottenevano la dispensa papale per potersi sposare, dopo di che generalmente abbandonavano il ministero o continuavano a esercitarlo in clandestinità o nelle comunità di base).
Con il proprio rinnovamento ecclesiologico, il concilio Vaticano II tentò di imprimere un nuovo impulso anche al clero cattolico. Si sottolineò molto più che in precedenza l'aspetto della comunione ecclesiale: il presbitero non era più visto come figura individuale, ma spiccatamente comunitaria (agente principale della cura pastorale non è più il singolo, ma un soggetto comunitario: tutto il presbiterio diocesano insieme con il vescovo).
Ugualmente, nei decenni tra la fine del XX e l'inizio del XXI secolo si è cercato di elaborare nuovi modelli nel rapporto tra presbiteri e laici, mentre nuove istanze sono state avanzate alle autorità cattoliche da parte di correnti di contestazione: valorizzazione dell'esperienza dei preti operai e abolizione di uno stipendio versato al ministro da parte dello Stato o della diocesi, abolizione dell'obbligo del celibato, ammissione delle donne al ministero presbiterale, accettazione e valorizzazione di una presenza ormai massiccia di uomini gay all'interno del clero, apertura all'impegno politico e progressiva de-clericalizzazione del ministero.
Bisogna registrare che, di fronte a queste richieste, la reazione delle autorità centrali o periferiche della Chiesa cattolico-romana è sempre stata di chiusura pressoché totale. Giovanni Paolo II nella lettera apostolica "Ordinatio sacerdotalis" del 1994 ha tra l'altro dichiarato che la Chiesa cattolica non ha facoltà di conferire alle donne l'ordinazione sacerdotale, con una sentenza da ritenere definitiva da tutti i fedeli. Anche il valore di quest'atto, tuttavia, rimane controverso, visto che alcuni i teologi cattolico-romani non riconoscono in esso una dichiarazione ex cathedra secondo le norme del Concilio Vaticano I e quindi con prerogative di infallibilità.
Nonostante ripetuti pronunciamenti del magistero, continua dunque a essere presente un dissenso, sia teologico sia di base, nei confronti del rifiuto della Chiesa cattolico-romana di ordinare donne al presbiterato.

### Inquadramento giuridico nella Chiesa cattolico-romana contemporanea

Stemma araldico di un presbitero cattolico

Lo statuto teologico del presbitero è quello della partecipazione al ministero del vescovo, come collaborazione al servizio del Vangelo. Il presbiterato è il secondo grado del sacramento dell'Ordine sacro, che secondo la dottrina della Chiesa cattolica fu istituito dallo stesso Gesù.
Nella Chiesa cattolica ogni prete è incardinato in una diocesi, in un istituto di vita consacrata o in una prelatura personale, sotto l'autorità, rispettivamente, di un vescovo diocesano, di un superiore religioso o del prelato della prelatura personale. La categoria complessiva delle persone che hanno ricevuto il sacramento dell'Ordine è definita clero; in particolare:
- I presbiteri che operano alle dirette dipendenze dei vescovi, formano il clero secolare (per la vita immersa nel "secolo", cioè nelle occupazioni quotidiane della gente), e più analiticamente il clero diocesano e le società di vita apostolica.
- I membri di un ordine o di una congregazione che sono stati ordinati preti sono chiamati religiosi preti, e costituiscono il clero regolare (perché la loro vita è disciplinata dalla "regola" dell'istituto di appartenenza).

Nel rito latino, il presbitero diocesano, già al momento della sua precedente ordinazione diaconale, ha fatto una "promessa di celibato", mentre il religioso presbitero ha già emesso, al momento della professione perpetua, il "voto di castità".

#### Terminologia e paramenti liturgici
Con il Concilio Vaticano II (soprattutto nel decreto Presbyterorum Ordinis) si è confermato l'uso antico della parola "presbitero", e i documenti dello stesso Concilio preferiscono abitualmente questa parola a quella più "ambigua" di sacerdote (ambigua perché nella Chiesa cattolica la parola sacerdote designa anche, e soprattutto, il vescovo). D'altronde, l'italiano "prete" non è altro che una corruzione, per la precisione una sincope tipica della lingua parlata, del termine "presbitero", che invece è resistito in ambiti più specialistici quali la liturgia o il diritto canonico.
Nel rito romano e negli altri riti occidentali, i paramenti liturgici propri del presbitero sono la stola, indossata con i capi pendenti sul davanti, e la casula o la pianeta (indossate sopra la stola durante la celebrazione della messa). Invece, il piviale è una sorta di mantello indossato nelle celebrazioni diverse dalla messa, ma non solo dal prete (per esempio è utilizzato dal diacono che presieda la celebrazione di un sacramento o la liturgia delle ore).